# Kenshin (manga)
Kenshin (jap. るろうに剣心 -明治剣客浪漫譚- Rurōni Kenshin -Meiji kenkaku romantan-) – manga autorstwa Nobuhiro Watsukiego, publikowana na łamach czasopisma „Shūkan Shōnen Jump” wydawnictwa Shūeisha od kwietnia 1994 do września 1999. Opowiada o losach Kenshina Himury, byłego szermierza i zabójcy stojącego po stronie rojalistów w czasie bakumatsu.
Na jej podstawie powstała 95-odcinkowa seria anime, trzy serie OVA oraz pięć filmów aktorskich. Nowa adaptacja anime, za produkcję której odpowiada studio Liden Films, emitowana była od lipca do grudnia 2023. Premiera drugiego sezonu odbyła się w październiku 2024.
W Polsce wydawnictwo Egmont wydało 12 z 28 tomów mangi.

## Fabuła
Kenshin Himura to słynny zabójca Siepacz Battosai, „Krwawa Klinga” (jap. 人斬り抜刀斎 Hitokiri Battōsai), a obecnie 28-letni rōnin. Jest mistrzem stylu Hiten Mitsurugi-ryu służącego do walki z wieloma przeciwnikami. Kenshin uważa, iż przelał zbyt wiele krwi, poprzysiągł więc sobie więcej nie zabijać. Nosi Sakabatō, czyli miecz z odwróconym ostrzem (tępa głownia, ostrzona przeciwległa krawędź). Himura trafia do Tokio, gdzie poznaje Kaoru Kamiyę, właścicielkę małego dojo, opuszczonego z powodu zbója podającego się za Zabójcę Battosai i mordującego ludzi w imieniu Kamiya Dojo. Kenshin pomaga Kaoru pokonać złoczyńców i przywrócić dobre imię szkoły, lecz ta dowiaduje się o krwawej przeszłości Kenshina. Nie zważając na nią proponuje by zatrzymał się w jej domu. Udaje im się pozyskać pierwszego ucznia ponownie otwartego dojo, zaprzyjaźnić się i zawrócić na dobrą drogę  awanturnika Sagara Sanosuke, a także pomóc młodemu Yutaro. Nie potrafi zostawić potrzebujących bez pomocy, zmaga się zarówno z przeciwnikami jak i z cieniami swojej przeszłości.

## Bohaterowie
- Kenshin Himura (jap. 緋村 剣心 Himura Kenshin)

Seiyū: Mayo Suzukaze 
Były zabójca, znany także jako Siepacz Battosai, „Krwawa Klinga”, wędrujący po Japonii szermierz, który niosąc pomoc innym, chce odkupić swoje winy. Podczas swego pobytu w Tokio, spotyka młodą dziewczynę o imieniu Kaoru Kamiya. Następnie ratuje jej życie i razem z nią zamieszkuje w Kamiya Dojo.
- Kaoru Kamiya (jap. 神谷 薫 Kamiya Kaoru)

Seiyū: Miki Fujitani 
Nauczyciel kendo w Kamiya Kasshin-Ryū Dojo. Jej szkoła zaczęła tracić uczniów, gdy bandyta Gohei Hiruma zaczął zabijać ludzi podszywając się pod Zabójcę Battosai ze szkoły Kamiya Kasshin. Następnie Kaoru mierzy się z nim, lecz przegrywa. Życie ratuje jej prawdziwy Zabójca Battosai; Kenshin Himura, który zamieszkuje w jej dojo. Niedługo potem, pierwszym nowym uczniem Kaoru zostaje Yahiko Myōjin.
- Sanosuke Sagara (jap. 相楽 左之助 Sagara Sanosuke)

Seiyū: Yūji Ueda 
Były członek Sekihotai, awanturnik. Przez braci Hiruma, wyzywa Himurę na pojedynek. Po przegranej walce, zamieszkuje w Kamiya Dojo, jako przyjaciel Kenshina.
- Yahiko Myōjin (jap. 明神 弥彦 Myōjin Yahiko)

Seiyū: Miina Tominaga 
- Misao Makimachi (jap. 巻町 操 Makimachi Misao)

Seiyū: Tomo Sakurai 
- Aoshi Shinomori (jap. 四乃森 蒼紫 Shinomori Aoshi)

Seiyū: Yoshito Yasuhara 
- Makoto Shishio (jap. 志々雄 真実 Shishio Makoto)

Seiyū: Masanori Ikeda 
- Hajime Saitō (jap. 斎藤 一 Saitō Hajime)

Seiyū: Hirotaka Suzuoki (seria i ova), Ken Narita (ova Shin Kyōto-hen) 

## Manga
Pierwszy rozdział mangi autorstwa Nobuhiro Watsukiego ukazał się w 19. numerze „Shūkan Shōnen Jump”, 12 kwietnia 1994 roku, a kolejne rozdziały publikowane były do 21 września 1999 roku (43. numeru). 255 rozdziałów zostało zebranych i opublikowanych w 28 tomach tankōbon przez Shueishę, przy czym pierwszy tom został wydany 2 września 1994 roku, a ostatni 4 listopada 1999 roku. W lipcu 2006 roku Shūeisha rozpoczęło ponowne wydawanie serii w dwudziestu dwóch tomach specjalnej edycji kanzenban. Jeden rozdział kontynuujący serię, który przedstawiał historię Yahiko Myōjina – Yahiko no sakabatō (jap. 弥彦の逆刃刀), został pierwotnie opublikowany w „Shūkan Shōnen Jump” po zakończeniu publikacji oryginalnej serii. Pominięty w oryginalnych tomach, został dodany jako dodatek do wydania kanzenban.
W grudniu 2011 roku wydawnictwo Shūeisha ogłosiło, że Watsuki przerwie swoją ówcześnie tworzoną serię Embalming: The Another Tale of Frankenstein, aby rozpocząć reboot mangi Rurōni Kenshin, zatytułowany Rurōni Kenshin -Cinema-ban- (jap. るろうに剣心 -キネマ版- Rurōni Kenshin -Kinema-ban-), w celu promocji filmu. Pierwszy rozdział mangi ukazał się w czerwcowym numerze „Jump Square”, które ukazało się 2 maja 2012 roku, a ostatni w lipcowym wydaniu z 4 czerwca 2013 roku. Reboot przedstawia bitwy ukazane w pierwszym filmie aktorskim. Kolejny specjalny rozdział, zatytułowany Rurōni Kenshin: Meiji Swordsman Romantic Story: Chapter 0, został opublikowany w „Shūkan Shōnen Jump” w sierpniu 2012 roku. Posłużył jako prolog do Rurōni Kenshin -Cinema-ban- i został zawarty w pierwszym tomie tej mangi. W 2014 roku Watsuki napisał dla „Jump Square” dwurozdziałowy spin-off, zatytułowany Honō o suberu -Rurouni Kenshin uramaku- (jap. 炎を統べる -るろうに剣心・裏幕-), który opowiadał jak Shishio spotkał Yumi i utworzył Juppongatana.
Sequel mangi, pt. Rurōni Kenshin -Meiji Kenkaku Rōmantan Hokkaidō-hen- (jap. るろうに剣心 -明治剣客浪漫譚・北海道編-), rozpoczął swoją publikację 4 września 2017 roku w październikowym wydaniu magazynu „Jump Square”. Autorami tej serii jest Watsuki oraz Kaoru Kurosaki. W grudniu 2017 roku wydawanie mangi zostało tymczasowo wstrzymane po tym, jak Watsuki został oskarżony o posiadanie pornografii dziecięcej. Publikację wznowiono w czerwcu 2018 roku.
| Nr | Język japoński      | Język japoński         | Język polski  | Język polski           |
| Nr | Data wydania        | ISBN                   | Data wydania  | ISBN                   |
| -- | ------------------- | ---------------------- | ------------- | ---------------------- |
| 1  | 2 września 1994     | ISBN 978-4-08-871499-8 | czerwiec 2004 | ISBN 978-83-237-9107-2 |
| 2  | 2 grudnia 1994      | ISBN 978-4-08-871500-1 | wrzesień 2004 | ISBN 978-83-237-9108-9 |
| 3  | 2 lutego 1995       | ISBN 978-4-08-871503-2 | grudzień 2004 | ISBN 978-83-237-9109-6 |
| 4  | 4 kwietnia 1995     | ISBN 978-4-08-871504-9 | luty 2005     | ISBN 978-83-237-9110-2 |
| 5  | 2 czerwca 1995      | ISBN 978-4-08-871505-6 | kwiecień 2005 | ISBN 978-83-237-9111-9 |
| 6  | 4 sierpnia 1995     | ISBN 978-4-08-871506-3 | czerwiec 2005 | ISBN 978-83-237-9112-6 |
| 7  | 4 października 1995 | ISBN 978-4-08-871507-0 | maj 2009      | ISBN 978-83-237-3645-5 |
| 8  | 1 grudnia 1995      | ISBN 978-4-08-871508-7 | lipiec 2009   | ISBN 978-83-237-3646-2 |
| 9  | 2 lutego 1996       | ISBN 978-4-08-871509-4 | wrzesień 2009 | ISBN 978-83-237-3647-9 |
| 10 | 4 kwietnia 1996     | ISBN 978-4-08-871510-0 | styczeń 2010  | ISBN 978-83-237-3656-1 |
| 11 | 4 czerwca 1996      | ISBN 978-4-08-872281-8 | maj 2010      | ISBN 978-83-237-3668-4 |
| 12 | 4 września 1996     | ISBN 978-4-08-872282-5 | maj 2011      | ISBN 978-83-237-3671-4 |
| 13 | 2 grudnia 1996      | ISBN 4-08-872283-3     | —             |                        |
| 14 | 4 marca 1997        | ISBN 978-4-08-872284-9 | —             |                        |
| 15 | 1 maja 1997         | ISBN 978-4-08-872295-5 | —             |                        |
| 16 | 4 czerwca 1997      | ISBN 978-4-08-872296-2 | —             |                        |
| 17 | 3 października 1997 | ISBN 978-4-08-872297-9 | —             |                        |
| 18 | 4 grudnia 1997      | ISBN 978-4-08-872298-6 | —             |                        |
| 19 | 4 lutego 1998       | ISBN 978-4-08-872515-4 | —             |                        |
| 20 | 4 maja 1998         | ISBN 978-4-08-872551-2 | —             |                        |
| 21 | 3 lipca 1998        | ISBN 978-4-08-872574-1 | —             |                        |
| 22 | 3 września 1998     | ISBN 978-4-08-872601-4 | —             |                        |
| 23 | 4 listopada 1998    | ISBN 978-4-08-872626-7 | —             |                        |
| 24 | 4 lutego 1999       | ISBN 978-4-08-872668-7 | —             |                        |
| 25 | 2 kwietnia 1999     | ISBN 978-4-08-872696-0 | —             |                        |
| 26 | 2 lipca 1999        | ISBN 978-4-08-872732-5 | —             |                        |
| 27 | 3 września 1999     | ISBN 978-4-08-872758-5 | —             |                        |
| 28 | 4 listopada 1999    | ISBN 978-4-08-872782-0 | —             |                        |

## Anime
Ma podstawie mangi powstała seria anime, za produkcję której odpowiadały studia Gallop oraz Deen. Za reżyserię odpowiadał Kazuhiro Furuhashi, natomiast za scenariusze odpowiedzialni byli Michiru Shimada, Yoshiyuki Suga, Akemi Omode, Nobuaki Kishima, Michiko Yokote oraz Masashi Sogo; muzykę skomponował Noriyuki Asakura. Seria w Japonii była emitowana na Fuji TV i Animax.

### OVA
Tsuioku-hen
Z mangą i anime związana jest także czteroodcinkowa seria OVA, zatytułowana Rurōni Kenshin: Meiji kenkaku romantan: Tsuioku-hen (jap. るろうに剣心 明治剣客浪漫譚 追憶編), która została wydana pierwotnie na kasetach VHS od 20 lutego do 22 września 1999.
| N/o | Tytuł odcinka          | Premiera         |
| --- | ---------------------- | ---------------- |
| 1   | Kiru otoko (斬る男)    | 20 lutego 1999   |
| 2   | Mayoi neko (迷い猫)    | 21 kwietnia 1999 |
| 3   | Yoinosatoyama (宵里山) | 19 czerwca 1999  |
| 4   | Jūji kizu (十字傷)     | 22 września 1999 |

Seisō-hen
Wyprodukowano także dwuodcinkową serię OVA zatytułowaną Rurōni Kenshin: Meiji kenkaku romantan: Seisō-hen (jap. るろうに剣心 明治剣客浪漫譚 星霜編).
Shin Kyōto-hen
W kwietniu 2011 roku w czerwcowym numerze czasopisma Jump Square wydawnictwa Shūeisha ogłoszono powstawanie nowej adaptacji mangi. Projekt ten stanowi remake rozdziałów mangi i odcinków wcześniejszej adaptacji anime przedstawiających wątek rozgrywający się w Kioto, przedstawiający starcie Kenshina Himury z Makoto Shishio; podjęto jednak decyzję, że opowieść zostanie pokazana z perspektywy postaci Misao Makimachi. Odcinki tej serii OVA zostały wyprodukowane przez Studio Deen. Reżyserem serii został Kazuhiro Furuhashi, za muzykę skomponował Noriyuki Asakura, za scenariusze odpowiadała Mari Okada, a projekty postaci przygotował Hiromitsu Hagiwara. Do swych ról powróciła prawie cała dotychczasowa obsada z jednym wyjątkiem – w roli Hajime Saitō został obsadzony Ken Narita. Seria ta składa się z dwóch odcinków i jest zatytułowana Shin Kyōto-hen (jap. 新京都編). 
Pierwszy odcinek, trwający 45 minut i zatytułowany Shin Kyōto-hen zenpen: Homura no ori (jap. 新京都編 前編『焔の獄』), miał swoją premierę 17 grudnia 2011 w japońskich kinach, a następnie wydany na Blu-ray i DVD 21 marca 2012 roku. Drugi odcinek, zatytułowany Shin Kyōto-hen kōhen: Hikari no saezuri (jap. 新京都編 後編『光の囀』), miał swoją premierę 23 czerwca 2012 w japońskich kinach, a następnie wydany na Blu-ray i DVD 22 sierpnia 2012 roku.

### Nowa adaptacja
18 grudnia 2021 roku, podczas internetowego wydarzenia Jump Festa ’22 organizowanego przez wydawnictwo Shūeisha ogłoszono, że manga Kenshin zostanie ponownie zekranizowana w formie serii telewizyjnej, za którą odpowiada Liden Films. Pierwszy sezon emitowany był od 7 lipca do 15 grudnia 2023 w bloku programowym Noitamina stacji Fuji TV. Drugi sezon, noszący podtytuł Kyoto dōran, miał premierę 4 października 2024.

### Ścieżka dźwiękowa
| Odcinki        | Tytuł                                                         | Wykonawca         | Źródło   |
| Czołówka       | Czołówka                                                      | Czołówka          | Czołówka |
| -------------- | ------------------------------------------------------------- | ----------------- | -------- |
| 1–38           | „Sobakasu” (jap. そばかす)                                    | Judy and Mary     | [ 59 ]   |
| 39–82          | „1/2”                                                         | Makoto Kawamoto   | [ 59 ]   |
| 83–95          | „Kimi ni fureru dake de” (jap. 君に触れるだけで)              | CURIO             | [ 59 ]   |
| Napisy końcowe |                                                               |                   |          |
| 1–12           | „Tactics”                                                     | The yellow monkey | [ 60 ]   |
| 13–27          | „Namida wa shitteiru” (jap. 涙は知っている)                   | Mayo Suzukaze     | [ 60 ]   |
| 28–38          | „Heart of Sword ~yoake mae~” (jap. Heart of Sword ~夜明け前~) | T.M.Revolution    | [ 60 ]   |
| 39–49          | „The Fourth Avenue Cafe”                                      | L'Arc～en～Ciel   | [ 60 ]   |
| 50–66          | „It's Gonna Rain!”                                            | Bonnie Pink       | [ 60 ]   |
| 67–82          | „1/3 no junjō na kanjō” (jap. 1/3の純情な感情)                | SIAM SHADE        | [ 60 ]   |
| 83–95          | „DAME!” (jap. ダメ！)                                         | Be-B              | [ 60 ]   |

## Live action
28 czerwca 2011 roku ogłoszono plany powstania filmowej adaptacji mangi. Producentem filmu było Warner Bros. oraz Studio Swan. Film został wyreżyserowany przez Keishi Ōtomo, a w rolach głównych wystąpili Takeru Satō (znany z Kamen Rider Den-O) jako Kenshin, Munetaka Aoki jako Sanosuke Sagara i Emi Takei jako Kaoru. Miał swoją premierę 25 sierpnia 2012 roku w Japonii.
W sierpniu 2013 roku ogłoszono, że dwa sequele zostaną nakręcone jednocześnie, z planowaną premierą w 2014 roku. Kyoto Inferno i The Legend Ends są adaptacją łuku fabularnego „Kyoto” z mangi.
2 kwietnia 2019 roku ogłoszono, że latem 2020 roku nastąpi premiera dwóch kolejnych filmów. Ostatecznie premiera została przesunięta na wiosnę 2021 roku z powodu pandemii COVID-19. W Japonii Rurouni Kenshin: The Final miał swoją premierę 23 kwietnia 2021 roku, a Rurouni Kenshin: The Beginning – 4 czerwca.
Lista filmów
- Rurouni Kenshin: Origins (2012)
- Rurouni Kenshin: Kyoto Inferno (2014)
- Rurouni Kenshin: The Legend Ends (2014)
- Rurouni Kenshin: The Final (2021)
- Rurouni Kenshin: The Beginning (2021)

## Produkcje sceniczne
Takarazuka Revue wystawił musical oparty na mandze. Za reżyserię i scenariusz odpowiadał Shūichirō Koike. Seina Sagiri wcieliła się w rolę Kenshina, a Miyu Sakihi w rolę Kaoru. Musical był wystawiany od 1 kwietnia do 8 maja 2016 roku.
W 2018 roku wystawiony został spektakl teatralny w teatrze Shinbashi Enbujō w Tokio (od 11 października do 7 listopada) i teatrze Shōchikuza w Osace (od 15 do 24 listopada). Seina Sagiri ponownie wcieliła się w rolę Kenshina, a Moka Kamishiraishi wystąpiła w roli Kaoru. Kanō Sōzaburō, oryginalna postać wprowadzona w poprzednim musicalu, pojawiła się ponownie, a w jej roli wystąpiła Mitsuru Matsuoka. Za reżyserię i scenariusz odpowiadał Shūichirō Koike.
W 2020 roku planowano wystawić musicalową adaptację łuku fabularnego „Kyoto” z mangi, która miała być wystawiona od listopada do grudnia 2020 roku w IHI Stage Around Tokyo. W rolach głównych mieli wystąpić Teppei Koike jako Kenshin Himura i Mario Kuroba jako antagonista Makoto Shishio. Shūichirō Koike ponownie został reżyserem i scenarzystą sztuki. Musical został odwołany z powodu pandemii COVID-19.